# Kabinett Šķēle III
Das Kabinett Šķēle III war die achte Regierung Lettlands nach der Unabhängigkeit 1990. Es amtierte vom 16. Juli 1999 bis zum 5. Mai 2000.
Nachdem Ministerpräsident Vilis Krištopans am 5. Juli 1999 seinen Rücktritt erklärt hatte, beauftragte Präsidentin Vaira Vīķe-Freiberga am 12. Juli den früheren Ministerpräsidenten und Vorsitzenden der Volkspartei Andris Šķēle mit der Regierungsbildung. Die Mitte-Rechts-Koalition aus Volkspartei (TP), Lettlands Weg (LC) und Für Vaterland und Freiheit (TB/LNNK) verfügte über 62 der 100 Parlamentssitze. Am 16. Juli wurde die neue Regierung von der Saeima mit 60 Stimmen (bei 37 Gegenstimmen und 3 Enthaltungen) gewählt.
Im Dezember 1999 wurde das umstrittene Sprachengesetz verabschiedet, das die grundsätzliche Verwendung der lettischen Sprache bei öffentlichen Anlässen vorschrieb und von der russischsprachigen Minderheit als diskriminierend empfunden wurde. Die Beitrittsverhandlungen mit der Europäischen Union begannen am 15. Februar 2000.
Der Streit um die Privatisierung der letzten großen Staatsbetriebe gipfelte am 6. April 2000 in der Entlassung von Wirtschaftsminister Makarovs. Die LC und TB entzogen daraufhin Šķēle ihre Unterstützung, der am 12. April zurücktrat. Der Bürgermeister von Riga Andris Bērziņš (LC) wurde Ministerpräsident der Nachfolgeregierung, welcher neben den bisherigen drei Koalitionspartnern auch die Neue Partei (JP) angehörte.

## Kabinettsmitglieder
| Ressort | Name                               | Partei | Partei  | Amtszeit                              |
| --- | ---------------------------------- | ------ | ------- | ------------------------------------- |
| Ministerpräsident | Andris Šķēle                       |        | TP      | 16. Juli 1999 – 5. Mai 2000           |
| Verteidigungsminister | Ģirts Valdis Kristovskis           |        | TB/LNNK | 16. Juli 1999 – 5. Mai 2000           |
| Außenminister | Indulis Bērziņš                    |        | LC      | 16. Juli 1999 – 5. Mai 2000           |
| Wirtschaftsminister | Vladimirs Makarovs                 |        | TB/LNNK | 16. Juli 1999 – 6. April 2000         |
| Wirtschaftsminister | Andris Šķēle (kommissarisch)       |        | TP      | 6. April 2000 – 5. Mai 2000           |
| Finanzminister | Edmunds Krastiņš                   |        | TP      | 16. Juli 1999 – 5. Mai 2000           |
| Innenminister | Mareks Segliņš                     |        | TP      | 16. Juli 1999 – 5. Mai 2000           |
| Ministerin für Bildung und Wissenschaft                                                                                     | Silva Golde                        |        | TP      | 16. Juli 1999 – 8. Dezember 1999      |
| Minister für Bildung und Wissenschaft                                                                                       | Andris Šķēle (kommissarisch)       |        | TP      | 8. Dezember 1999                      |
| Minister für Bildung und Wissenschaft                                                                                       | Vladimirs Makarovs (kommissarisch) |        | TB/LNNK | 9. Dezember 1999 – 12. Dezember 1999  |
| Minister für Bildung und Wissenschaft                                                                                       | Andris Šķēle (kommissarisch)       |        | TP      | 12. Dezember 1999 – 16. Dezember 1999 |
| Minister für Bildung und Wissenschaft                                                                                       | Māris Vītols                       |        | TP      | 16. Dezember 1999 – 5. Mai 2000       |
| Kulturministerin | Karina Pētersone                   |        | LC      | 16. Juli 1999 – 5. Mai 2000           |
| Sozialminister | Roberts Jurdžs                     |        | TB/LNNK | 16. Juli 1999 – 5. Mai 2000           |
| Verkehrsminister | Anatolijs Gorbunovs                |        | LC      | 16. Juli 1999 – 5. Mai 2000           |
| Justizminister | Valdis Birkavs                     |        | LC      | 16. Juli 1999 – 5. Mai 2000           |
| Landwirtschaftsminister | Aigars Kalvītis                    |        | TP      | 16. Dezember 1999 – 5. Mai 2000       |
| Minister für Umweltschutz und regionale Entwicklung                                                                         | Vents Balodis                      |        | TB/LNNK | 16. Juli 1999 – 5. Mai 2000           |
| |                                    |        |         |                                       |
| Staatsminister |                                    |        |         |                                       |
| Minister für besondere Angelegenheiten für Zusammenarbeit und die internationalen Finanzorganisationen im Finanzministerium | Roberts Zīle                       |        | TB/LNNK | 16. Juli 1999 – 5. Mai 2000           |
| Staatsminister für besondere Angelegenheiten für die Reform der öffentlichen und kommunalen Verwaltung                      | Jānis Bunkšs                       |        | LC      | 16. Juli 1999 – 5. Mai 2000           |

## Parteien
|  | Partei                               |
|  | ------------------------------------ |
|  | Lettlands Weg (LC)                   |
|  | Für Vaterland und Freiheit (TB/LNNK) |
|  | Volkspartei (TP)                     |